# Birra Metzger
La Metzger è una birra originariamente prodotta dall'omonimo birrificio fondato a Torino nel 1848. Dopo decenni di attività e riconoscimenti, nel 1944 l'azienda viene acquistata dal Gruppo Luciani, già proprietario del marchio Pedavena, nonché concessionario italiano della Dreher e della Heineken, cessando poi le attività nel 1975 e chiudendo definitivamente lo storico stabilimento torinese di via San Donato 68.
Nel dicembre 2014, a quasi quarant'anni esatti dalla chiusura dello storico stabilimento, la birra è ritornata in produzione e il marchio Metzger è stato reintrodotto in commercio, recuperando l'originaria ricetta artigianale.

## Storia
(Vecchio motto pubblicitario)
L'azienda fu fondata nel 1848 a Torino da Karl Metzger, mastro birraio originario dell'Alsazia, con il nome di Società Perla Crova & Co.

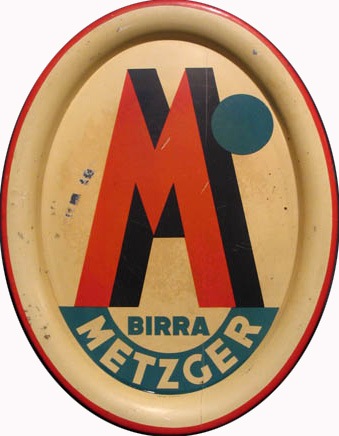
Vassoio ovale in metallo

Il primo stabilimento sorgeva nel rione Valdocco, nella zona chiamata «Fortino». Nel 1859 la birreria cambiò denominazione in Società Perla Crova & Co. Luigi Vigna e nel 1862 fu trasferita nella nuova sede di via San Donato 68.
Nel 1878 Carlo Metzger divenne l'unico proprietario e nel 1888, dopo un tirocinio nelle fabbriche tedesche, il figlio Francesco Giuseppe prese il controllo dell'azienda che, all'Esposizione dell'Industria Italiana del 1898 di Torino, ottenne un riconoscimento ufficiale ricevendo la medaglia d'oro. 
Con il figlio l'azienda variò la ragione sociale in Birra Francesco Giuseppe Metzger e lo stabilimento di via San Donato venne ampliato su progetto di Pietro Fenoglio. Nel 1914 l'azienda cambiò gestione e venne acquistata dal cav. Dorna che mutò nuovamente la ragione sociale in Accomandita Semplice Birra Metzger - Torino di Carlo Dorna & C.
Durante il ventennio fascista, complice nuova politica di autarchìa economica imposta dal regime che vietava di importare prodotti stranieri, la produzione della birra aumentò notevolmente riuscendo a conquistare anche i mercati delle colonie italiane dell’Africa. In questi anni la Metzger affidò la propria immagine pubblicitaria al noto artista futurista di origini bulgare Nicolay Diulgheroff, che nel 1936 ridisegnò la tipica "M" in stile razionalista e che venne utilizzato fino alla dismissione del marchio.
Nel 1944 l'azienda venne rilevata dal Gruppo Luciani che nel 1952 confluì nella Holding Mobiliare Industriale Cisalpina di Milano e che divenne proprietaria della S.P.A.M., assumendo il controllo dei marchi torinesi Birra Metzger, Birra Bosio & Caratsch e Birra Cervisia di Genova. 
Dal 1970 il marchio Birra Metzger venne ritirato del tutto dal mercato e fu assorbito dalla Dreher di Trieste, ormai promossa a marchio nazionale; nel 1975 lo storico stabilimento di Torino venne chiuso.

## La rinascita
Nel dicembre 2014 il marchio Metzger è stato ceduto a un imprenditore torinese per il suo rilancio e nel 2015 la birra è stata reintrodotta in commercio in chiave artigianale, recuperando l'antica ricetta originale.
In seguito ad accordo commerciale, la Metzger è la birra ufficiale del Torino Football Club dal 2019 al 2021.